# Число оборотов
Термин «число оборотов»  может иметь одно из двух родственных значений:

## Энзимология
В энзимологии числом оборотов (kcat) называется максимальное количество субстрата, которое определённый фермент может преобразовать в продукт реакции в единицу времени. Оно может быть рассчитано следующим образом:
{\displaystyle k_{\mathrm {cat} }={\frac {V_{\max }}{[E]_{T}}}} (См. Уравнение Михаэлиса — Ментен).
Например, число оборотов карбоангидразы составляет 4×105 — 6×105 с−1, что следует понимать следующим образом: каждая молекула карбоангидразы способна произвести 400000 — 600000 молекул продукта реакции (бикарбонат-ионы) за одну секунду.
Ацетилхолинэстераза является, вероятно, одним из самых быстрых ферментов. Она при гидролизе разлагает ацетилхолин на холин и ацетатную группу. Сперва число оборотов ацетилхолинэстеразы было установлено как 3×107 молекулы ацетилхолина в минуту на одну молекулу фермента. Однако позже значение было более точно установлено как 7,4×105 мин−1 при нормальных условиях в нейтральной среде.
Диапазон числа оборотов обычно варьируется от 100 до 40000000. Последнее характерно в случае каталазы, которая является каталитически совершенным ферментом.

## В других разделах химии
В других разделах химии, таких как химия катализа, термин «число оборотов» используется с несколько иным смыслом: так принято называть число молекул реагентов, превращенных одной молекулой катализатора за время его жизни, то есть до того, как катализатор потеряет каталитические свойства (потеряет способность катализировать реакцию). Идеальный катализатор должен был бы иметь бесконечное число оборотов, и, соответственно, катализировать бесконечное количество молекул, не расходоваться и не быть подверженным старению (необратимо менять структуру, теряя способность катализировать реакцию), однако на практике это недостижимо.